# Oligodon torquatus
Espèce
Synonymes
- Simotes torquatus Boulenger, 1888

Statut de conservation UICN

 DD  : Données insuffisantes
Oligodon torquatus est une espèce de serpent de la famille des Colubridae.

## Répartition
Cette espèce est endémique de Birmanie.

## Description
Dans sa description Boulenger indique que les spécimens en sa possession mesurent environ 290 mm dont 38 mm pour la queue. Son dos est brun gris et présente quatre lignes longitudinales assez peu visibles. Sa face ventrale est blanchâtre avec, généralement, des taches quadrangulaires noires.

## Publication originale
- Boulenger, 1888 : An account of the Reptilia obtained in Burma, north of Tenasserim, by M. L. Fea, of the Genova Civic Museum. Annali del Museo Civico di Storia Naturale di Genova, ser. 2, vol. 6, p. 593-604 (texte intégral).